# Mihai Hanganu
Mihai Hanganu (n. 6 iulie 1951) a fost un deputat român în legislatura 1990-1992, ales în județul Neamț pe listele partidului PSDR. În cadrul activității sale parlamentare, Mihai Hanganu a fost membru în grupurile parlamentare de prietenie cu Republica Venezuela, Canada și Franța. 